# Синхронне плавання на Чемпіонаті світу з водних видів спорту 2007
Змагання з синхронного плавання Чемпіонаті світу з водних видів спорту 2007 тривали з 17 до 24 березня 2007 року на Арені Рода Лейвера в Мельбурні (Австралія).

## Таблиця медалей
| Місце   | Країна  | 1 | 2 | 3 | Загалом |
| ------- | ------- | - | - | - | ------- |
| 1       | Росія   | 6 | 1 | 0 | 7       |
| 2       | Франція | 1 | 0 | 0 | 1       |
| 3       | Іспанія | 0 | 4 | 2 | 6       |
| 4       | Японія  | 0 | 2 | 4 | 6       |
| 5       | США     | 0 | 0 | 1 | 1       |
|         |         |   |   |   |         |
| Загалом | Загалом | 7 | 7 | 7 | 21      |

## Медальний залік
| Дисципліна                    | Золото                                             | Срібло                                    | Бронза                                   |
| ----------------------------- | -------------------------------------------------- | ----------------------------------------- | ---------------------------------------- |
| Комбінація, довільна програма | Росія (RUS) 99.000                                 | Японія (JPN) 97.833                       | Сполучені Штати Америки (USA) 96.500     |
| Соло, технічна програма       | Наталія Іщенко (RUS) 99.000                        | Хемма Менгуаль (ESP) 98.000               | Харада Сахо (JPN) 96.833                 |
| Дует, технічна програма       | Анастасія Давидова Анастасія Єрмакова (RUS) 98.833 | Хемма Менгуаль Паола Тірадос (ESP) 97.500 | Харада Сахо Судзукі Еміко (JPN) 97.167   |
| Група, технічна програма      | Росія (RUS) 99.000                                 | Японія (JPN) 97.833                       | Іспанія (ESP) 97.167                     |
| Соло, довільна програма       | Віржині Дідьє (FRA) 99.500                         | Наталія Іщенко (RUS) 98.500               | Хемма Менгуаль (ESP) 98.000              |
| Дует, довільна програма       | Анастасія Давидова Анастасія Єрмакова (RUS) 99.333 | Хемма Менгуаль Паола Тірадос (ESP) 98.500 | Еміко Судзукі Аяко Мацумура (JPN) 98.000 |
| Група, довільна програма      | Росія (RUS) 99.000                                 | Іспанія (ESP) 98.500                      | Японія (JPN) 97.334                      |